# Kuusamo

Brasão de armas de Kuusamo

Kuusamo é uma cidade da Finlândia, situada na região da Ostrobótnia do Norte.